# Ministerium für Wirtschaft, Arbeit und Tourismus Baden-Württemberg

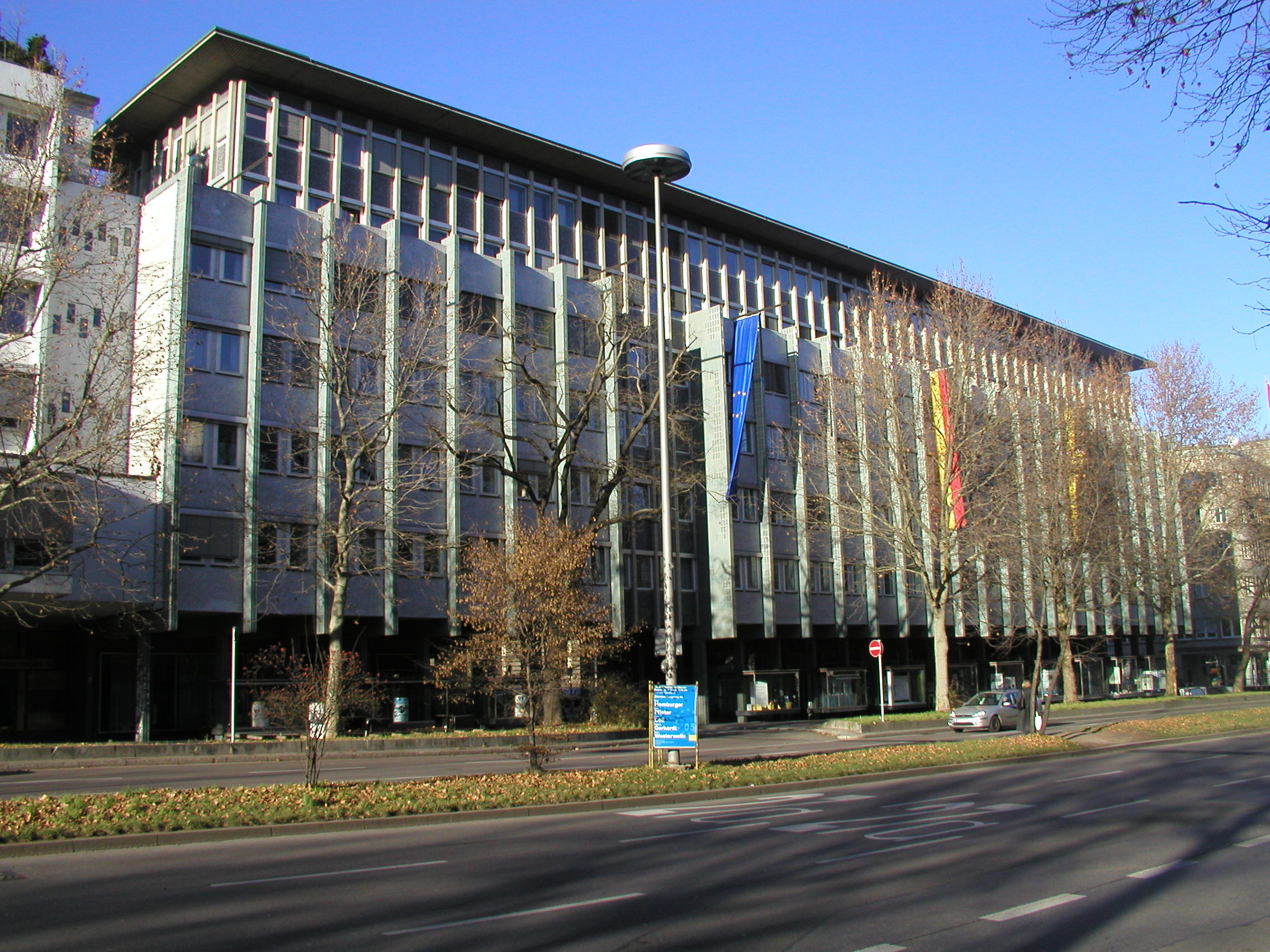
Ministeriumsgebäude in Stuttgart-Mitte

Das Ministerium für Wirtschaft, Arbeit und Tourismus Baden-Württemberg ist eine Oberste Landesbehörde. Es ist ein Ministerium in der Verwaltung des Landes Baden-Württemberg und hat seinen Sitz in der Theodor-Heuss-Straße 4 in der Landeshauptstadt Stuttgart.

## Leitung
Ministerin ist seit 2016 Nicole Hoffmeister-Kraut (CDU), Staatssekretär ist seit 2021 Patrick Rapp (CDU). Leitender Beamter und Amtschef ist seit 2017 Ministerialdirektor Michael Kleiner. Amtsleiterin des Wirtschaftsministeriums ist die Wirtschaftsministerin, der ein Staatssekretär zur Seite steht.
Die Wirtschaftsminister seit 1945 finden sich in der Liste der Wirtschaftsminister von Baden-Württemberg, die Arbeitsminister in der Liste der Arbeitsminister von Baden-Württemberg.

## Geschichte
Von 1952 bis 1976 hieß es Ministerium für Wirtschaft, anschließend Ministerium für Wirtschaft, Mittelstand und Verkehr und es trug von 1984 bis 2011 die Bezeichnung Wirtschaftsministerium. Am 12. Mai 2011 wurde es mit dem Finanzministerium zum Ministerium für Finanzen und Wirtschaft zusammengeschlossen, 2016 jedoch wieder aufgeteilt. Dabei wurde der Bereich Arbeit (vom Sozialministerium) und Städtebau (vom Ministerium für Verkehr) neu zugeordnet. Im Jahr 2021 hat es die Bereiche Wohnungs-, Bau- und Raumordnungspolitik sowie Denkmalschutz an das neu gebildete Ministerium für Landesentwicklung und Wohnen abgegeben.

## Geschäftsbereich
Zum Geschäftsbereich gehören:
1. Wirtschaftspolitik, Wirtschaftsordnung, Wirtschaftsrecht;
2. Wirtschaftsförderung, regionale und sektorale Strukturentwicklung;
3. Außenwirtschaft, Standortwerbung für Industrieansiedlung;
4. Industrie, Handwerk, Handel, Dienstleistungen, Gewerbe, Aufsicht über die Industrie- und Handelskammern und die Handwerkskammern, Genossenschaftswesen;
5. Energiewirtschaft, Energieaufsicht, Atomenergieanlagen, Bergbau, Landesgeologie (seit 2011: Ministerium für Umwelt, Klima und Energiewirtschaft);
6. Technologie, Medienwirtschaft, wirtschaftsnahe Forschung, technische Entwicklung, Rationalisierung, Produktivitätssteigerung;
7. Geld- und Kreditwesen, Börsenaufsicht, Versicherungswesen (ohne Sozialversicherung);
8. Preise, Wettbewerb, Kartelle, Verbraucherfragen, öffentliches Auftragswesen;
9. Mess-, Eich- und technisches Prüfwesen;
10. berufliche Bildung im Bereich der gewerblichen Wirtschaft;
11. Entwicklungszusammenarbeit;
12. wirtschaftspolitische Fragen in Bezug auf die Europäische Union und andere europäische Institutionen.
13. Arbeitsrecht, insbesondere Betriebs- und Unternehmensverfassung, Lohn-, Tarif- und Schlichtungswesen, Vermögensbildung in Arbeitnehmerhand, betriebliche Altersversorgung;
14. Arbeitsgerichtsbarkeit;
15. Arbeitsmarkt, Berufsbildung Behinderter, Berufsbildung in der Hauswirtschaft, Heimarbeit;
16. Tourismus

## Nachgeordnete Behörden
Dem Wirtschaftsministerium Baden-Württemberg sind unter anderem folgende Behörden und Einrichtungen unterstellt beziehungsweise zugeordnet beziehungsweise werden von diesem direkt oder indirekt beaufsichtigt:
Mit der Verwaltungsreform vom 1. Januar 2005 ergeben sich hier Änderungen:
- das Landesamt für Geologie, Rohstoffe und Bergbau Baden-Württemberg mit Sitz in Freiburg im Breisgau gehört jetzt zum Regierungspräsidium Freiburg
- das Landesvermessungsamt Baden-Württemberg mit Sitz in Stuttgart ist ein landeseigener Betrieb
- der Landesbetrieb Mess- und Eichwesen Baden-Württemberg mit Sitz in Stuttgart wird als Abteilung 10 ins Regierungspräsidium Tübingen eingegliedert

## Baden-Württembergischer Innovationspreis – Dr.-Rudolf-Eberle-Preis
Nach dem Tod des baden-württembergischen Wirtschaftsministers Rudolf Eberle im Jahr 1984 wurde der damals neu eingeführte Innovationspreis des Landes Baden-Württemberg zu seinen Ehren in Baden-Württembergischer Innovationspreis – Dr. Rudolf-Eberle-Preis umbenannt.